# جولي روبن
جولي روبن (بالإنجليزية: Julie Reuben)‏ هي مؤرخة أمريكية، ولدت في 2 أغسطس 1960.